# Malcolm Reed
Malcolm Reed is een personage uit de televisieserie Star Trek: Enterprise, gespeeld door Dominic Keating.

## Biografie
Hij is tactisch officier en hoofd van de beveiligingsdienst. In deze functies waarborgt hij de veiligheid aan boord van de Enterprise, zorgt hij dat eventuele misdaden zo snel mogelijk opgelost worden en is hij verantwoordelijk voor de besturing van de wapens en de afweerschilden van het schip.

## Seksualiteit
Al in 2001 waren er geruchten dat Reed geschreven zou worden als homoseksueel. Het zou passen bij het vooruitstrevende karakter van de franchise die eerder speelde met seksualiteit van personages.
Michelle Zamanian van Women at Warp omschreef Reed als "a tightly wound closeted character". Ze merkte op dat hij zelden met vrouwen sprak. Dat de serie verwees naar zijn vele escapades met vrouwen, ervoer zij als overcompensatie. Reeds gesloten karakter als gevolg van zijn vermeende homoseksualiteit zou volgens Zamanian leiden tot conflicten, waaronder een moeilijke relatie met majoor Hayes die zelfs leidde tot een handgemeen in de aflevering 'Harbinger'. Het idee dat er seksuele spanningen waren tussen Reed en Hayes, leeft tevens onder fans van de serie.
Acteur Dominic Keating heeft herhaaldelijk grappen gemaakt over de wijze waarop hij het personage speelde in relatie tot zijn vermeende homoseksualiteit. Zo merkte hij in een interview met Creation Entertainment op: "God knows I played him gay!"

## Ontvangst
Reed werd door verschillende media op basis van uiteenlopende criteria opgenomen in lijsten van beste personages in de Star Trek-franchise. The Wrap zette Reed op de 31e plaats in hun lijst van beste hoofdpersonages van de Star Trek-televisieseries. Wired plaatste hem op #29 in hun lijst van de 100 belangrijkste bemanningsleden.